# Saint-Aubert (Nord)
Saint-Aubert ist eine französische Gemeinde mit 1.563 Einwohnern (Stand: 1. Januar 2022) im Département Nord in der Region Hauts-de-France; sie gehört zum Arrondissement Cambrai und zum Kanton Caudry. Die Einwohner werden Aubertois und Aubertoises genannt.

## Geographie
Die Gemeinde Saint-Aubert liegt etwa 13 Kilometer ostnordöstlich von Cambrai. Der Erclin durchfließt die Gemeinde. Umgeben wird Saint-Aubert von den Nachbargemeinden Villers-en-Cauchies im Nordwesten und Norden, Saulzoir im Norden, Montrécourt im Nordosten, Haussy im Osten, Saint-Vaast-en-Cambrésis im Süden, Saint-Hilaire-lez-Cambrai im Süden und Südwesten sowie Avesnes-les-Aubert im Südwesten und Westen.

## Bevölkerungsentwicklung
| Jahr                       | 1962 | 1968 | 1975 | 1982 | 1990 | 1999 | 2006 | 2013 | 2021 |
| Einwohner                  | 1871 | 1847 | 1750 | 1623 | 1466 | 1415 | 1424 | 1567 | 1561 |
| Quellen: Cassini und INSEE |      |      |      |      |      |      |      |      |      |

## Sehenswürdigkeiten
- Kirche Saint-Aubert, Teile aus dem 17. Jahrhundert, seit 1920 als Monument historique klassifiziert

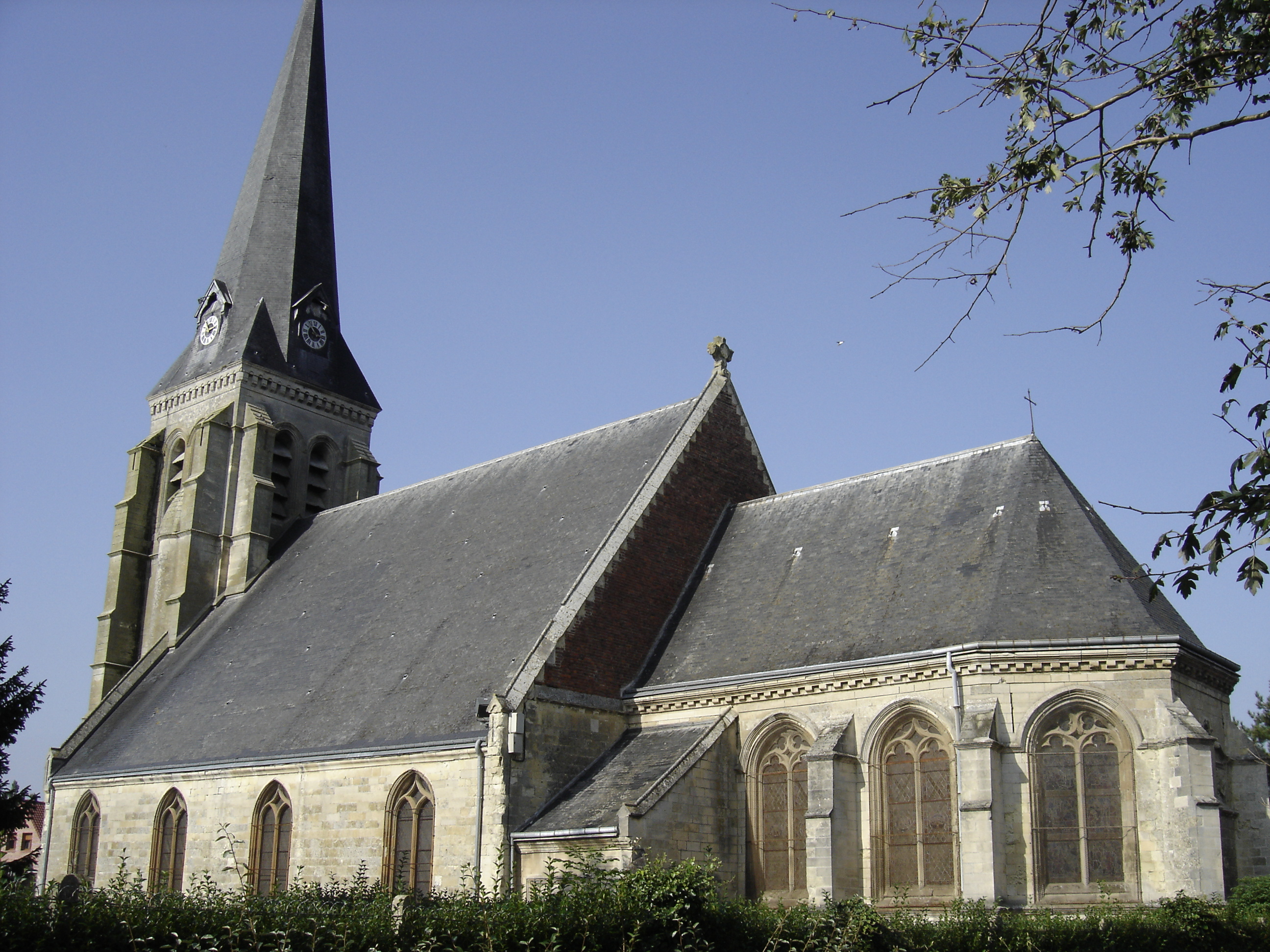
Kirche Saint-Aubert

- Rathaus
- Britischer Militärfriedhof
- Wasserturm